# Pościel Jasińskiego

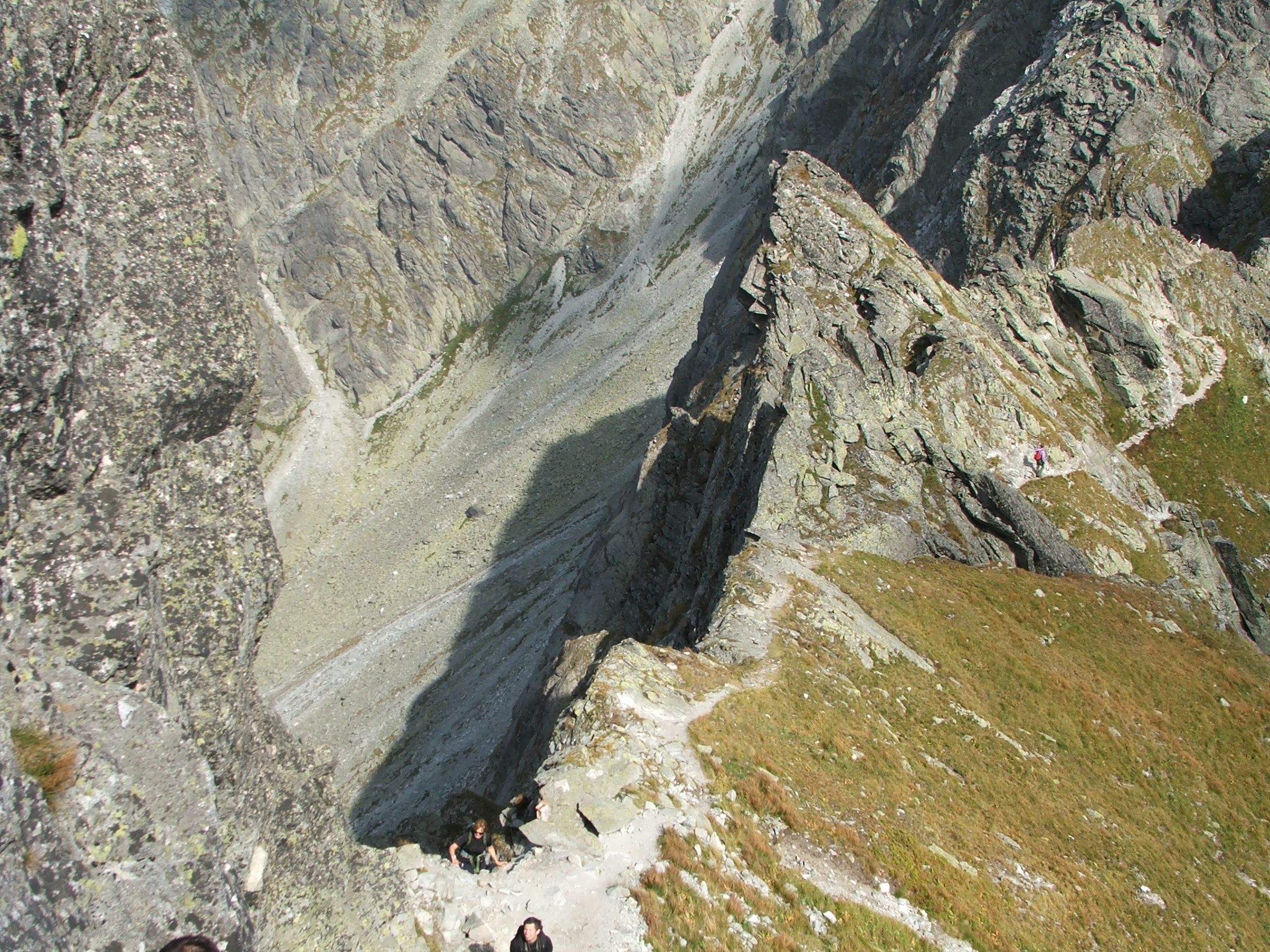
Widok na Pościel Jasińskiego., Buczynowe Czuby i Buczynowy Karb od zachodu, ze szlaku Orlej Perci

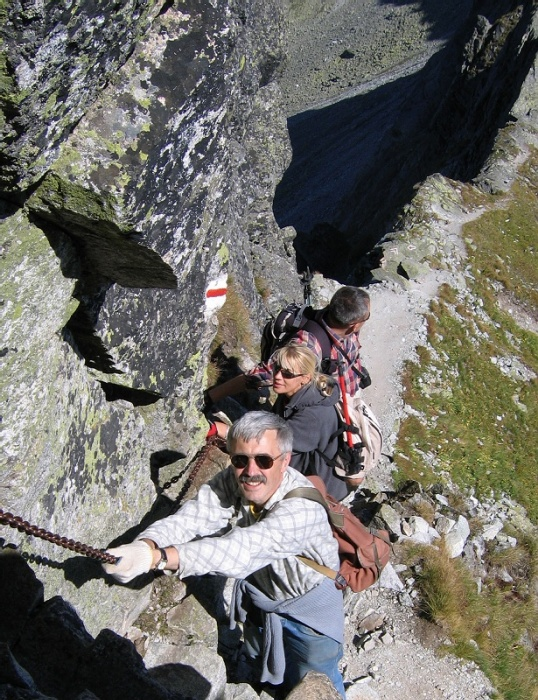
Orla Perć. Zejście na Pościel Jasińskiego

Pościel Jasińskiego (słow. Jasińského sedlo, niem. Jasiński-Scharte, węg. Jasiński csorba) – nachylony na południową stronę trawnik pod pionowym wschodnim uskokiem grani Orlej Baszty na szlaku Orlej Perci w polskich Tatrach Wysokich. W wielu opisach traktowany jest jako przełęcz między Orlą Basztą a Buczynowymi Czubami, jednak według Władysława Cywińskiego nie jest to przełęcz, gdyż nie występuje tutaj najmniejsze nawet wcięcie w grani. Właściwą przełęczą jest Buczynowy Karb – najniższy punkt w grani między Orlą Basztą a Buczynowymi Czubami.
Najwyższy punkt Pościeli Jasińskiego znajduje się na wysokości około 2125 m. Jej pochyłe południowe stoki opadają do Dolinki Buczynowej. Od wschodniej strony, do Buczynowego Karbu opada z Pościeli Jasińskiego kilkumetrowej wysokości uskok. Na Pościeli Jasińskiego szlak Orlej Perci przenosi się z południowej strony grani na północną. Nazwa jest na szlaku Orlej Perci jedną z niewielu nazw pochodzenia góralskiego. Ma pochodzić od nazwiska kłusownika z Poronina, który podobno nocował w tym miejscu, nie mogąc znaleźć zejścia z grani. Po bezskutecznych, trwających kilka dni poszukiwaniach drogi zejścia kłusownik podobno spadł w przepaść i zginął. Druga wersja pochodzenia tej nazwy mówi o noclegu w tym miejscu jakiegoś kapitana Jasińskiego.
Widok z przełęczy jest podobny do panoramy z Orlej Baszty.
Pierwsze odnotowane wejście turystyczne:
- latem – Janusz Chmielowski i przewodnik Jędrzej Wala młodszy, 7 sierpnia 1895 r.,
- zimą – Aleksander Litwinowicz, Mariusz Zaruski, 14 marca 1910 r.[4]

## Szlaki turystyczne
– czerwony (Orla Perć) przebiegający granią główną z Zawratu przez Kozi Wierch, Granaty, Pościel Jasińskiego i Buczynowe Turnie na Krzyżne.
- Czas przejścia z Zawratu na Krzyżne: 6:40 h
- Czas przejścia z Krzyżnego na Kozi Wierch (część Zawrat – Kozi Wierch jest jednokierunkowa!): 3:35 h.

## Taternictwo
Rejon Pościeli Jasińskiego dopuszczony jest do uprawiania wspinaczki skalnej, ale tylko od strony Dolinki Buczynowej. Drogi wspinaczkowe:
- Od północnego zachodu ze żlebu Granackiej Przełęczy; 0 stopień trudności w skali tatrzańskiej, czas przejścia 30 min,
- Od północy, skałami Orlej Baszty; II, 45 min,
- Od północnego wschodu; I, 45 min[2].